# Cephalantheropsis obcordata
Cephalantheropsis obcordata är en orkidéart som först beskrevs av John Lindley, och fick sitt nu gällande namn av Paul Ormerod. Cephalantheropsis obcordata ingår i släktet Cephalantheropsis och familjen orkidéer. Inga underarter finns listade i Catalogue of Life.